# Пчелно млечице
Пчелното млечице (още наричано желе роял, от името му на френски gelée royale) е вид пчелен секрет, който подпомага растежа на пчелите работнички и търтеите през първите 3 дни от живота им, както и на пчелата майка през целия период на развитието ѝ и след това.
Произвежда се от млади (5 до 15-дневни) нелетящи пчели, наречени „кърмачки“, като, когато е за нуждите на обикновените пчели, то се отделя от техните хипофарингиални (долночелюстни) жлези, а когато е за майката – от мандибуларните (гълтачна и горночелюстна) жлези. Разликата между двата секрета е в пъти по-високата доза пантотенова киселина, биоптерин и неоптерин, съдържани в млечицето за майката, които стимулират нейната висока репродуктивност и интензивна обмяна на веществата и правят възможно тя да снася ежедневно по 1500 – 2000 яйца.
Със съдържанието си на 18 аминокиселини, белтъчини, витамини (A, В-комплекс, В5, В6, C, D, E), въглехидрати, ензими, масти, минерални соли и др. пчелното млечице се отличава с висока хранителна и биологична стойност. То съдържа и антибактериални и антибиотични компоненти. От човека пчелното млечице се използва като хранителна добавка за подобряване на апетита, обмяната на веществата и имунната система. То също така подобрява функциите на жлезите с вътрешна секреция, стимулира кръвообразуването и забавя процесите на стареене.
Производството и съхранението на пчелно млечице е трудно. За период от 5 – 6 месеца един добре поддържан кошер може да произведе приблизително половин килограм млечице. Нетрайността на продукта налага то непрекъснато да се извлича и съхранява при минусови температури. Смесването му с друг пчелен продукт – меда, спомага за запазването му за по-дълго време.
Някои защитници на правата на животните и групи от обществото като веганите считат, че практиката на събиране на пчелно млечице за човешки нужди е неетична.

## Използване
Пчелното млечице се събира и продава като хранителна добавка към храната, но Европейският орган за безопасност на храните предупреждава, че наличните данни не подкрепят мнението, че консумирането на пчелното млечице е от полза за здравето на хората. В САЩ Агенцията за контрол на храните и лекарствата предприема правни действия срещу компании, които използват необосновани твърдения за здравни ползи при предлагането на пазара на продукти от пчелно млечице.

## Последици
При хората пчелното млечице може да предизвика алергични реакции, които варират от уртикария и астма, дори до фатална анафилаксия. Честотата на алергичните странични прояви при хора, които консумират пчелното млечице, е неизвестна. Рискът от алергия към пчелно млечице е по-висок при хора, които имат и други алергии.